# W.K. Kellogg Foundation
The W.K. Kellogg Foundation (Fundacja W.K. Kellogga) – organizacja dobroczynna stworzona w czerwcu 1930 r., jako W.K. Kellogg Child Welfare Foundation, przez Willa Keitha Kellogga, brata Johna Harveya Kellogga. Bracia Kellogg byli pionierami produkcji płatków śniadaniowych. W 1934 fundator przeznaczył 66 mln USD w postaci akcji giełdowych Kellogg Company i innych inwestycji w W.K. Kellogg Trust. Wraz z innymi donacjami spowodowało to powstanie fundacji.
Instytucja nadal utrzymuje silne związki z Kellogg Company (oba podmioty mają swoje siedziby w Battle Creek, Michigan). Jest jednak kierowana przez niezależny zarząd.
W.K. Kellogg Foundation jest obecnie 7. największą fundacją w USA. W 2005 posiadała majątek o łącznej wartości 7,3 mld dolarów amerykańskich, w tym 5,5 mld w postaci akcji firmy Kellogg Company. W roku fiskalnym '05 fundacja przeznaczyła na granty i programy pomocowe 243 mln USD (83% z tego zostało wydane w Stanach Zjednoczonych, 9% w południowej Afryce, 9% w Ameryce Łacińskiej i na Karaibach).